# مارسين كووالتشيك
مارسين كووالتشيك (بالبولندية: Marcin Kowalczyk)‏ (و. 1985  م) هو لاعب كرة قدم، من بولندا، يلعب كمُدَافِع.

## روابط خارجية
- مارسين كووالتشيك على موقع الاتحاد الدولي (مؤرشف)  (الإنجليزية)
- مارسين كووالتشيك على موقع الاتحاد الأوربي (الإنجليزية)
- مارسين كووالتشيك على موقع اتحاد أوكرانيا (الإنجليزية)
- مارسين كووالتشيك على موقع قاعدة بيانات كرة القدم.إي يو (الإنجليزية)
- مارسين كووالتشيك على موقع ناشيونال فوتبول تيمز (الإنجليزية)
- مارسين كووالتشيك على موقع Soccerway.com (الإنجليزية)
- مارسين كووالتشيك على موقع عالم كرة القدم.نت (الإنجليزية)